# Dinosol Supermercados, S.L.
Dinosol Supermercados S.L. (Anteriormente HiperDino-Sol Supermercados S.L.) es un grupo español de distribución alimentaria establecido en Las Palmas de Gran Canaria, España. Su estructura actual surge en 2012, a raíz de la compra del mismo por parte de un grupo de accionistas canarios, compuesto principalmente por AJA inversiones.

## Historia
En 1978 los hermanos Domínguez fundaron la marca HiperDino Sol S.L. En 1996, cuando la enseña ya disponía de tres tiendas, fue vendida a Vista Capital, Sociedad participada por el Banco Santander, que las rebautizó como Superdiplo. Posteriormente, la multinacional holandesa Ahold las adquirió para convertirlas en HiperDino S.L. Sin embargo, Ahold sufrió importantes pérdidas y en 2004 terminó vendiendo la compañía al fondo de capital riesgo británico Permira. Siete años más tarde, en 2011, los supermercados ya habían acumulado más de 400 millones de euros en deudas, por lo que la empresa pasó a manos de un amplio grupo de bancos propietarios.
Con el fin de salvar la empresa, en el año 2012, un grupo de accionistas canarios, comandados por José Abraham Domínguez, Andrés Domínguez —hermanos Domínguez— y Javier Puga, decidieron adquirir la cadena a los 24 bancos que ostentaban por último la titularidad de la empresa.
En 2012 DinoSol acuerda la venta de la cadena SuperSol a Agile Finance, brazo inversor de la compañía lituana Maxima. Tras este movimiento DinoSol se consolida como referencia en las Islas Canarias con 217 establecimientos.

## Actualidad
Tras tomar el control del grupo, los hermanos Domínguez y Javier Puga retomaron la estrategia con la que tan buenos resultados habían conseguido en el pasado: precios bajos y competitivos y una intensa promoción de los productos locales. Una política empresarial orientada a acercarse a una sociedad isleña golpeada por un elevado porcentaje de paro.
Los resultados de esta nueva  no tardaron en dar sus frutos. La agresiva política de precios permitió al grupo volver a crecer, recuperando la cuota de mercado perdida en los años anteriores. Así pues, un año después de la compra, el Grupo DinoSol pasó de ser una empresa con grandes dificultades financieras a convertirse en una compañía que funcionaba y crecía, creando más de 1 000 puestos de trabajo durante el primer año de gestión por capital canario.
En la actualidad, el Grupo DinoSol dispone de más de 600 establecimientos distribuidos en cinco de las ocho islas Canarias, y cuenta con más de 10 000 empleados. Entre sus enseñas, se encuentran: HiperDino(650+) —establecimientos de gran superficie y una amplia oferta—, SuperDino —establecimientos de barrio con una menor superficie comercial y una oferta más reducida— e HiperDino Express —establecimientos de pequeña superficie localizados en zonas turísticas—. Además, desde el año 2014 el grupo dispone de dos nuevas enseñas: EcoDino —supermercado ecológico— y DinoShop —tiendas en Estaciones de Servicio BP, en colaboración con la empresa energética—.
En 2015, HiperDino recibió el premio nacional en satisfacción de clientes otorgado por la consultora Stiga a partir de las valoraciones realizadas por los consumidores de cadenas de supermercados.
En marzo de 2017 nace la Fundación DinoSol, entidad a través de la cual HiperDino gestiona su compromiso con los trabajadores de la cadena y con la sociedad canaria en general, impulsando programas que favorezcan el desarrollo de acciones sociales poniendo una especial atención en el bienestar individual, colectivo y familiar de todos los trabajadores y colaboradores del Grupo DinoSol.
En el año 2018 HiperDino realiza una apuesta pionera en el archipiélago canario patrocinando la primera liga autonómica de deportes electrónicos en todo el país, conocida como Liga Canaria de Esports HiperDino y organizada junto a la empresa Gaming Experience. Tras el éxito de la primera temporada y con más de 5 000 jugadores canarios registrados, en el año 2019 la Liga Canaria de Esports HiperDino se convierte en producto propio del Grupo DinoSol bajo la empresa Liga Canaria de Esports y lanzan la segunda temporada, que conseguirá 11 000 usuarios registrados. En el año 2020 la Liga Canaria de Esports HiperDino lanza su tercera temporada buscando batir las cifras de las anteriores ediciones, organizando hasta 300 actividades y ofreciendo por primera vez una producción audiovisual profesional a nivel de estudio y contando con un grupo de prescriptores entre los que están el cómico canario Kike Pérez Rijo.
A finales del año 2023 la Liga Canaria de Esports HiperDino cesa sus operaciones de forma totalmente inesperada y sin ningún tipo de comunicación o nota de prensa por parte de HiperDino; de la misma manera, la edición de Tenerife GG planificada para 2024 no se celebró en julio de 2024 como estaba prevista, sin ningún tipo de comunicación por parte de la empresa promotora.
En agosto de 2024, se presenta a HiperDino como supermercado en la TLP Tenerife de septiembre del año 2024, consolidando públicamente el abandono del proyecto propio de HiperDino enfocado a la comunidad gamer, culturas alternativas y nuevas tendencias.